# Schatzregister Celle
Das Schatzregister der Großvogtei Celle von 1438 ist das älteste Lüneburgische Register dieser Art. Dieses Amtsbuch verzeichnet den Steuerertrag aus der Großvogtei Celle, den südlichen und westlichen Teilen des Fürstentums Lüneburg, in etwa aus dem Gebiet der Kreise Celle, Soltau, Fallingbostel, und einem Teil von Burgdorf.
Das Schatzregister von 1438 wurde 1934 von Rudolf Grieser in Verbindung mit verwandten Quellen ediert, wodurch der Zeitraum von 1428 bis 1442 abgedeckt werden konnte. 
Es ist eine Quelle sowohl für die Familienforschung als auch für die Geschichte von Siedlungen und Ortsnamen. Daneben ist es auch ein wichtiges Zeugnis für die Entwicklung der mittelniederdeutschen Sprache. Eine Reihe heute noch existierender Bauernhöfe können bereits im Schatzregister nachgewiesen werden.
Schatzregister sind zur Erhebung von Steuern („Schatzung“) angelegte fiskalische Aufzeichnungen, in denen, nach Orten, beziehungsweise Kirchspielen geordnet, die Abgabepflichtigen namentlich aufgeführt sind und die daher heute vor allem eine wichtige Quelle zur Siedlungs- und Bevölkerungsgeschichte darstellen.
Seit dem 14. oder 15. Jahrhundert wurde auch ein Viehschatzregister geführt, das die Viehbestände auf jedem Hof notiert.

## Edition und Literatur
- Rudolf Grieser, Das Schatzregister der Großvogtei Celle von 1438 und andere Quellen zur Bevölkerungsdichte der Kreise Celle, Fallingbostel, Soltau und Burgdorf zwischen 1428 und 1442, Hildesheim und Leipzig 1934 (Nachdruck 1961)
- Bauernsippen aus der Südheide. Nach dem Schatzregister der Grossvogtei Celle von 1438 und dem Celler Viehschatzregister von 1589, in Zeitschrift für niederdeutsche Familienkunde 1938, S. 140–143